# 세븐업
7 Up(세븐업)은 레몬-라임 맛의 무카페인 소프트 드링크 브랜드이다. 2008년 기준으로 미국에서는 큐릭 캡슐커피머신과 닥터페퍼를 생산하는 큐릭닥터페퍼에서 라이선스를 보유하고 있고, 이외의 지역에서는 펩시코가 라이선스를 가지고 있다. 모토는 "100%, 자연"이며, 탄산과 당분 외에는 가능한 한 과일을 원료로 하고 있다.
미국에서는 체리 맛의 Cherry 7 Up, 저칼로리 세븐업인 Diet 7 Up 등이 있다.
대한민국에서는 칠성사이다의 아성을 꺾기 위해 펩시코가 해태htb와 계약하여 1985년 해당 제품을 도입하였으나 1995년 12월 31일 해태htb가 펩시코와의 라이선스가 만료된 후 자체 브랜드 사이다를 내놓기 위해 판권을 잠시 롯데칠성음료에 넘겼었다. 하지만 칠성사이다의 콜라 비교광고를 내보내면서 세븐업에 소홀히 한다는 펩시코의 비판을 받아 결국 2001년 롯데칠성음료가 해태htb에 다시 판권을 넘겼다. 해태htb가 LG생활건강에 인수되기 전인 2007년에 판매가 중단되었다. 그 후 펩시코가 스프라이트를 견제하기 위해 대한민국 재출시를 추진하여 2014년 1월 7일에 펩시콜라의 보틀러(bottling bottler)인 롯데칠성음료를 통해 7년만에 재출시되었다. 하지만 2019년부터 다시 단종되었다.

## 같이 보기
- 청량 음료
- 코카콜라
- 펩시콜라
- 킨사이다
- 칠성사이다
- 천연사이다
- 오란씨
- 환타
- 마운틴 듀